# 汜水縣
汜水縣，中国旧县名，现属河南省郑州市上街区和荥阳市。
隋朝開皇十八年（598年），改成皋縣置，在今滎陽市西北汜水鎮。因汜水河由鞏義東南北流經此地注入黃河，故名。屬鄭州。唐朝垂拱四年（688年），更名為廣武縣。神龍元年（705年），複名汜水縣，五代改屬河南府。北宋熙寧五年（1072年），廢入河陰縣。元豐二年 （1079年）復置，屬孟州，金朝时，復屬鄭州。明朝仍之。清朝雍正二年（1724年），屬郑州直隶州，十二年（1734年）改屬開封府。光緒三十年末（1905年），復屬直隸州。1913年屬豫東道(豫東道次年改稱開封道)，1932年屬第一行政督察區。1948年，與廣武縣合并為成皋縣。